# Jeremy Vandoorne
Jeremy Vandoorne (Kortrijk, 6 februari 1986) is een Belgisch presentator, acteur en model. Hij won Mister Belgium Personality 2010. Hij speelde mee in de televisiereeks Rox als Xavier. Hij was gastacteur in de VTM serie Familie.

## Biografie
Vandoorne doorliep zijn middelbare school aan het Don Boscocollege Kortrijk en het Sint-Amandscollege, waarna hij journalistiek ging studeren. Hij ging aan de slag als acteur bij Studio 100. In 2010 won hij Mister Belgium Personality in West- en Oost-Vlaanderen, een jaar later eerste ereheer.
Vanaf 5 december 2011 startte hij als allesdurver Xavier in de televisiereeks Rox, uitgezonden in België op Ketnet en op Studio 100 TV Wallonië. Ook in het buitenland is de serie populair, in Nederland te zien op RTL 7. In 2016 kwam een cinema film "Mega Mindy Vs ROX" en later dat jaar de TV film "Falen is geen optie".
Sinds 2018 zet hij zijn acteercarrière ook verder met de rol van wonderdokter Lazarus en is hij presentator van de Stunt & Dive-show in het Ieperse pretpark Bellewaerde. Zijn bedrieglijke toverdrankjes veroorzaken de stunts in de show.
Hij is hierdoor eveneens de rode draad in het VIER programma "De Wereld van Bellewaerde".